# 3. ŽNL Vukovarsko-srijemska NS Vukovar 2013./14.
Prvenstvo se igralo dvokružno. U viši rang su se plasirali NK Tompojevci i HNK Mitnica Vukovar. NK Lipovača je prije početka proljetnog dijela prvenstva istupila iz natjecanja.

## Tablica
| Mj. | Klub                | Sus. | Pob | Rem | Por | GR    | Bod        |
| --- | ------------------- | ---- | --- | --- | --- | ----- | ---------- |
| 1.  | NK Tompojevci       | 17   | 10  | 5   | 2   | 70:32 | 35         |
| 2.  | HNK Mitnica Vukovar | 16   | 11  | 2   | 3   | 49:26 | 35         |
| 3.  | NK Sokol Berak      | 16   | 8   | 2   | 6   | 31:34 | 26         |
| 4.  | NK Lovas            | 17   | 6   | 6   | 5   | 52:36 | 24         |
| 5.  | NK Petrovci         | 17   | 5   | 5   | 7   | 42:49 | 20         |
| 6.  | NK Sloga Pačetin    | 16   | 6   | 2   | 8   | 33:52 | 19 (-1)    |
| 7.  | HNK Borovo Vukovar  | 17   | 6   | 2   | 9   | 31:50 | 19 (-1)    |
| 8.  | NK Opatovac         | 16   | 4   | 4   | 8   | 34:47 | 16         |
| 9.  | NK Hajduk Vera      | 17   | 3   | 4   | 10  | 23:35 | 10 (-3) ↓1 |
| 10. | NK Lipovača         | 9    | 2   | 4   | 3   | 19:23 | 10 ↓2      |

## Rezultati
| HNK Borovo Vukovar – HNK Lipovača 1:1 HNK Mitnica Vukovar – NK Hajduk Vera 3:0 ↓3 NK Petrovci – NK Opatovac 4:2 NK Lovas – NK Tompojevci 2:2 NK Sloga Pačetin – NK Sokol Berak 2:1 | NK Opatovac – HNK Borovo Vukovar 4:1 NK Hajduk Vera – NK Sokol Berak 0:1 NK Tompojevci – NK Sloga Pačetin 4:2 HNK Lipovača – NK Lovas 2:6 HNK Mitnica Vukovar – NK Petrovci 1:1 | HNK Borovo Vukovar – HNK Mitnica Vukovar 2:8 NK Petrovci – NK Hajduk Vera 2:0 NK Lovas – NK Opatovac 5:1 NK Sloga Pačetin – HNK Lipovača 1:1 NK Sokol Berak – NK Tompojevci 0:4 |
| NK Petrovci – HNK Borovo Vukovar 1:4 NK Hajduk Vera – NK Tompojevci 0:0 HNK Lipovača – NK Sokol Berak 6:2 NK Opatovac – NK Sloga Pačetin 2:2 HNK Mitnica Vukovar – NK Lovas 3:1    | HNK Borovo Vukovar – NK Hajduk Vera 3:2 NK Lovas – NK Petrovci 8:4 NK Sloga Pačetin – HNK Mitnica Vukovar 0:6 NK Sokol Berak – NK Opatovac 5:2 NK Tompojevci – HNK Lipovača 3:3 | HNK Borovo Vukovar – NK Lovas 0:4 NK Hajduk Vera – HNK Lipovača 1:1 NK Opatovac – NK Tompojevci 3:3 HNK Mitnica Vukovar – NK Sokol Berak 5:0 NK Petrovci – NK Sloga Pačetin 6:1 |
| NK Sloga Pačetin – HNK Borovo Vukovar 4:3 NK Lovas – NK Hajduk Vera 2:2 NK Sokol Berak – NK Petrovci 1:1 NK Tompojevci – HNK Mitnica Vukovar 5:2 HNK Lipovača – NK Opatovac 3:5    | HNK Borovo Vukovar – NK Sokol Berak 3:1 NK Hajduk Vera – NK Opatovac 0:1 HNK Mitnica Vukovar – HNK Lipovača 0:1 NK Petrovci – NK Tompojevci 1:4 NK Lovas – NK Sloga Pačetin 8:0 | NK Tompojevci – HNK Borovo Vukovar 8:1 NK Sloga Pačetin – NK Hajduk Vera 1:4 NK Sokol Berak – NK Lovas 2:1 HNK Lipovača – NK Petrovci 1:4 NK Opatovac – HNK Mitnica Vukovar 2:4 |
| HNK Lipovača – HNK Borovo Vukovar -:- NK Hajduk Vera – HNK Mitnica Vukovar 1:2 NK Opatovac – NK Petrovci 1:1 NK Tompojevci – NK Lovas 4:4 NK Sokol Berak – NK Sloga Pačetin 2:0    | HNK Borovo Vukovar – NK Opatovac 2:1 NK Sokol Berak – NK Hajduk Vera 5:1 NK Sloga Pačetin – NK Tompojevci 4:2 NK Lovas – HNK Lipovača -:- NK Petrovci – HNK Mitnica Vukovar 2:2 | HNK Mitnica Vukovar – HNK Borovo Vukovar 2:1 NK Hajduk Vera – NK Petrovci 2:2 NK Opatovac – NK Lovas 1:1 HNK Lipovača – NK Sloga Pačetin -:- NK Tompojevci – NK Sokol Berak 2:3 |
| HNK Borovo Vukovar – NK Petrovci 3:1 NK Tompojevci – NK Hajduk Vera 6:1 NK Sokol Berak – HNK Lipovača -:- NK Sloga Pačetin – NK Opatovac 4:2 NK Lovas – HNK Mitnica Vukovar 0:1    | NK Hajduk Vera – HNK Borovo Vukovar 3:0 NK Petrovci – NK Lovas 7:3 HNK Mitnica Vukovar – NK Sloga Pačetin -:- NK Opatovac – NK Sokol Berak -:- HNK Lipovača – NK Tompojevci -:- | NK Lovas – HNK Borovo Vukovar 1:1 HNK Lipovača – NK Hajduk Vera -:- NK Tompojevci – NK Opatovac 3:1 NK Sokol Berak – HNK Mitnica Vukovar 2:3 NK Sloga Pačetin – NK Petrovci 6:1 |
| HNK Borovo Vukovar – NK Sloga Pačetin 3:1 NK Hajduk Vera – NK Lovas 0:1 NK Petrovci – NK Sokol Berak 2:3 HNK Mitnica Vukovar – NK Tompojevci 1:7 NK Opatovac – HNK Lipovača -:-    | NK Sokol Berak – HNK Borovo Vukovar 2:1 NK Opatovac – NK Hajduk Vera 5:3 HNK Lipovača – HNK Mitnica Vukovar -:- NK Tompojevci – NK Petrovci 7:2 NK Sloga Pačetin – NK Lovas 5:4 | HNK Borovo Vukovar – NK Tompojevci 2:6 NK Hajduk Vera – NK Sloga Pačetin 3:0 NK Lovas – Sokol 1:1 NK Petrovci – HNK Lipovača -:- HNK Mitnica Vukovar – NK Opatovac 6:1          |